# Вилиџ Сент Џорџ (Луизијана)
Вилиџ Сент Џорџ (енгл. Village St. George) насељено је место без административног статуса у америчкој савезној држави Луизијана.

## Демографија
По попису из 2010. године број становника је 7.104, што је 111 (1,6%) становника више него 2000. године.
| Група             | 2000.         | 2010.         |
| Белци             | 4.827 (69,0%) | 4.164 (58,6%) |
| Афроамериканци    | 1.656 (23,7%) | 2.192 (30,9%) |
| Азијати           | 183 (2,6%)    | 218 (3,1%)    |
| Хиспаноамериканци | 232 (3,3%)    | 424 (6,0%)    |
| Укупно            | 6.993         | 7.104         |